# Li Hszien-nien
Li Hszien-nian (kínaiul: 李先念, pinjin: Li Xiannian; Hungan, 1909. június 23. – Peking, 1992. június 21.) kínai politikus, 1983 és 1988 között Kína elnöke volt.

## Fényképek

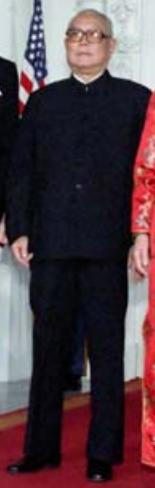
1985-ben
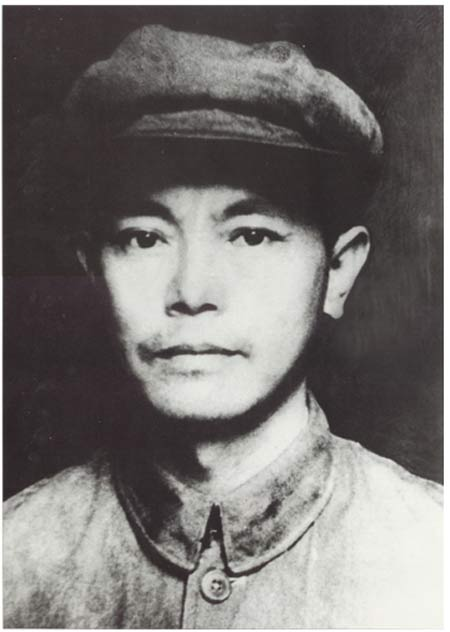
A Vörös hadsereg tagjaként
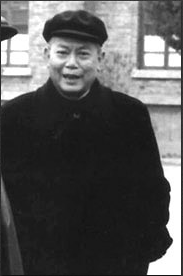
1963-ban

## Fordítás
- Ez a szócikk részben vagy egészben  a   Li Xiannian című angol Wikipédia-szócikk ezen változatának fordításán alapul.  Az eredeti cikk szerkesztőit annak laptörténete sorolja fel. Ez a jelzés csupán a megfogalmazás eredetét és a szerzői jogokat jelzi, nem szolgál a cikkben szereplő információk forrásmegjelöléseként.